# Orion 3
Orion 3 è la prima missione con equipaggio del Programma Constellation.
Il 1º febbraio 2010, in occasione della presentazione del budget per l'anno fiscale 2011, il Presidente Barack Obama ha proposto di eliminare il programma Constellation. In accordo con il Presidente, il 10 marzo, la NASA ha ufficializzato la sospensione del programma.
Il presidente Obama il 14 aprile a Cape Canaveral ha annunciato che la navicella Orion non morirà ma verrà usata come scialuppa di salvataggio per la stazione spaziale internazionale.
La navetta Orion doveva essere equipaggiata con due piloti e diventare la prima navetta con equipaggio della NASA dopo il ritiro degli Space Shuttle ad effettuare un rendezvous e un attracco con la Stazione spaziale internazionale. Si prevedeva un atterraggio alla Edwards Air Force Base o un ammaraggio nell'Oceano Pacifico.